# IC 3448
IC 3448 је спирална галаксија у сазвјежђу Береникина коса која се налази на листи објеката дубоког неба у Индекс каталогу.
Деклинација објекта је + 17° 12' 22" а ректасцензија 12h 31m 23,1s. Привидна величина (магнитуда) објекта IC 3448 износи 15,2 а фотографска магнитуда 16,1. IC 3448 је још познат и под ознакама VCC 1358, KUG 1228+174, PGC 41439.